# Шагрень

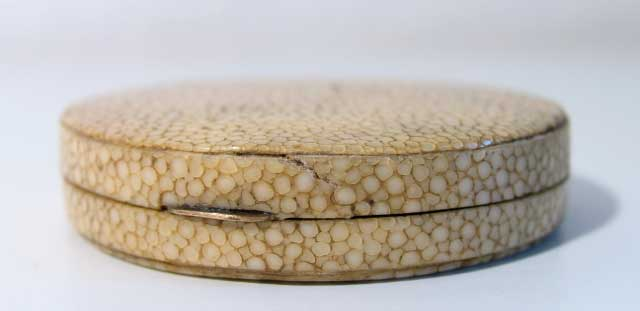
Шагрень

Шагрень (фр. chagrin, от итал. zigrino, по-видимому от тюрк. sagri, «спина лошади») — кожа с зернистыми бугорками, выделываемая из шкуры животных. По аналогии шагренью называют поверхности, по виду похожие на такую кожу: особого рода бумагу и цветной коленкор, употребляемые в переплётном деле, шершавую отделку стен, дефекты лакокрасочного покрытия. В русский язык слово вошло из французского в XVIII веке.
Шагрень бывает мягкая, растительного или квасцового дубления, и жёсткая, являющаяся сырой кожей. Изготовлялась из спинной части шкур лошадей, куланов и т. п. Окрашивалась чаще в зелёный цвет. Сейчас обычно производится из козьих, овечьих шкур. Разновидность шагрени — рыбья кожа «галюша́» (фр. galuchat) — из сырых кож акулы или ската, которые имеют природную шероховатость.
Кожа со спины лошади высоко ценилась, так как из неё можно было выделать мягкий, красивый, тонкий и одновременно прочный материал. В процессе изготовления шагрени хребтовую часть шкуры выдерживали в воде, пока не выйдут волосы и шкура не разбухнет. Очищенную шкуру посыпали мелкозернистым материалом (например, семенами лебеды), покрывали полотном и высушивали, вследствие чего лицевая сторона оказывалась покрытой возвышениями и углублениями. Возвышения срезались ножом вровень с понижениями, шкура размягчалась в воде и быстро додубливалась. Более плотные части, оставшиеся несрезанными, выступают больше и образуют ту особенную мерею, которая характеризует шагрень.